# Élections municipales de 2021 dans Memphrémagog
Pour un article plus général, voir Élections municipales de 2021 en Estrie.
Cet article concerne les élections municipales de 2021 en Estrie dans la municipalité régionale de comté de Memphrémagog.

## Austin
|             | Élection (2017)                                                                                          | Dissolution (2021)                                                                                       | Élection (2021)                                                                                   |
| Maire       | Lisette Maillé                                                                                           | Lisette Maillé                                                                                           | Lisette Maillé                                                                                    |
| Conseillers | Victor Dingman Jean-Pierre Naud Jean-Claude Duff Isabelle Couture Paul-Émile Guilbault Bernard Jeansonne | Victor Dingman Jean-Pierre Naud Jean-Claude Duff Isabelle Couture Paul-Émile Guilbault Bernard Jeansonne | Victor Dingman Claire Rocher François Tanguay Isabelle Couture Pierre Henrichon Bernard Jeansonne |

| Candidats pour la mairie  | Vote            | %               |
| ------------------------- | --------------- | --------------- |
| Lisette Maillé (Sortante) | Sans opposition | Sans opposition |

| Candidats conseiller #1  | Vote            | %               |
| ------------------------ | --------------- | --------------- |
| Victor Dingman (Sortant) | Sans opposition | Sans opposition |

| Candidats conseiller #2 | Vote            | %               |
| ----------------------- | --------------- | --------------- |
| Claire Rocher           | Sans opposition | Sans opposition |

| Candidats conseiller #3    | Vote | %     |
| -------------------------- | ---- | ----- |
| François Tanguay           | 280  | 53,95 |
| Jean-Claude Duff (Sortant) | 239  | 46,05 |

| Candidats conseiller #4     | Vote            | %               |
| --------------------------- | --------------- | --------------- |
| Isabelle Couture (Sortante) | Sans opposition | Sans opposition |

| Candidats conseiller #5        | Vote | %     |
| ------------------------------ | ---- | ----- |
| Pierre Henrichon               | 274  | 51,99 |
| Paul-Émile Guilbault (Sortant) | 253  | 48,01 |

| Candidats conseiller #6     | Vote            | %               |
| --------------------------- | --------------- | --------------- |
| Bernard Jeansonne (Sortant) | Sans opposition | Sans opposition |

## Ayer's Cliff
|             | Élection (2017)                                                                                     | Dissolution (2021)                                                                                  | Élection (2021)                                                                             |
| Maire       | Vincent Gérin                                                                                       | Vincent Gérin                                                                                       | Simon Roy                                                                                   |
| Conseillers | Patrick Proulx Robert Lacoste Peter James McHarg Stephane Richard Stacey Belknap-Keet Michael Crook | Patrick Proulx Robert Lacoste Peter James McHarg Stephane Richard Stacey Belknap-Keet Michael Crook | Patrick Proulx Caroline Paul Peter James McHarg Nancy Vanasse France Coulombe Michael Crook |

| Candidats pour la mairie | Vote            | %               |
| ------------------------ | --------------- | --------------- |
| Simon Roy                | Sans opposition | Sans opposition |

| Candidats conseiller #1  | Vote            | %               |
| ------------------------ | --------------- | --------------- |
| Patrick Proulx (Sortant) | Sans opposition | Sans opposition |

| Candidats conseiller #2 | Vote | %     |
| ----------------------- | ---- | ----- |
| Caroline Paul           | 98   | 52,41 |
| Louise Rioux            | 89   | 47,59 |

| Candidats conseiller #3 | Vote            | %               |
| ----------------------- | --------------- | --------------- |
| Peter McHarg (Sortant)  | Sans opposition | Sans opposition |

| Candidats conseiller #4 | Vote            | %               |
| ----------------------- | --------------- | --------------- |
| Nancy Vanasse           | Sans opposition | Sans opposition |

| Candidats conseiller #5 | Vote            | %               |
| ----------------------- | --------------- | --------------- |
| France Coulombe         | Sans opposition | Sans opposition |

| Candidats conseiller #6 | Vote            | %               |
| ----------------------- | --------------- | --------------- |
| Michael Crook (Sortant) | Sans opposition | Sans opposition |

## Bolton-Est
|             | Élection (2017)                                                                    | Dissolution (2021)                                                              | Élection (2021)                                                                           |
| Maire       | Joan Westland-Eby                                                                  | Joan Westland-Eby                                                               | Vinciane Peeters                                                                          |
| Conseillers | Pierre Grenier Pierre Piché Vinciane Peeters Alain Déry Julie Paige Martha Crombie | Pierre Grenier Pierre Piché Vinciane Peeters Alain Déry Jacques Fournier Vacant | Marco Legault Pierre Piché Elaine Thivierge Pierre Grenier Charles Chateauvert Alain Déry |

| Taux de participation :                | Taux de participation :                | Taux de participation :                | Taux de participation :                | Taux de participation :                | 52,9 % |
| Nombre de votes valides :              | Nombre de votes valides :              | Nombre de votes valides :              | Nombre de votes valides :              | Nombre de votes valides :              | 607    |
| Nombre de votes rejetées à la mairie : | Nombre de votes rejetées à la mairie : | Nombre de votes rejetées à la mairie : | Nombre de votes rejetées à la mairie : | Nombre de votes rejetées à la mairie : | 8      |
| Nombre d'électeurs inscrits :          | Nombre d'électeurs inscrits :          | Nombre d'électeurs inscrits :          | Nombre d'électeurs inscrits :          | Nombre d'électeurs inscrits :          | 1 162  |

| Candidats pour la mairie                     | Vote | %     |
| -------------------------------------------- | ---- | ----- |
| Vinciane Peeters (Sortante d'un autre poste) | 368  | 60,63 |
| Gaetan Hamel                                 | 239  | 39,37 |

| Candidats conseiller #1 | Vote | %     |
| ----------------------- | ---- | ----- |
| Marco Legault           | 336  | 56,95 |
| Alain Simard            | 254  | 43,05 |

| Candidats conseiller #2 | Vote | %     |
| ----------------------- | ---- | ----- |
| Pierre Piché (Sortant)  | 342  | 58,46 |
| Stéfane Dagenais        | 243  | 41,54 |

| Candidats conseiller #3 | Vote            | %               |
| ----------------------- | --------------- | --------------- |
| Elaine Thivierge        | Sans opposition | Sans opposition |

| Candidats conseiller #4                   | Vote | %     |
| ----------------------------------------- | ---- | ----- |
| Pierre Grenier (Sortant d'un autre poste) | 333  | 56,83 |
| Philippe Barbe-Mathurin                   | 253  | 43,17 |

| Candidats conseiller #5 | Vote | %     |
| ----------------------- | ---- | ----- |
| Charles Chateauvert     | 301  | 51,28 |
| Sandra Giroux           | 286  | 48,72 |

| Candidats conseiller #6               | Vote | %     |
| ------------------------------------- | ---- | ----- |
| Alain Déry (Sortant d'un autre poste) | 318  | 53,54 |
| Sylvain Moreau                        | 276  | 46,46 |

- Démission de Pierre Grenier, conseiller #4, le 7 août 2023[1].

- Entrée en fonction de Pierre Lemay au poste de conseiller #4 avant/ou le 5 septembre 2023[2].

| Candidats conseiller #4 | Vote | %   |
| ----------------------- | ---- | --- |
| Pierre Lemay            | n/d  | n/d |

## Eastman
|             | Élection (2017)                                                                             | Dissolution (2021)                                               | Élection (2021)                                                                          |
| Maire       | Yvon Laramée                                                                                | Nathalie Lemaire                                                 | Nathalie Lemaire                                                                         |
| Conseillers | Maurice Séguin Néomie Perreault Nathalie Lemaire Carol Boivin Patrick McDonald Heidi Fortin | Maurice Séguin Vacant Carol Boivin Patrick McDonald Heidi Fortin | Maurice Séguin Lucie Lanteigne Yves Boileau Carol Boivin Patrick McDonald Charles Simard |

| Taux de participation :                | Taux de participation :                | Taux de participation :                | Taux de participation :                | Taux de participation :                | 55,6 % |
| Nombre de votes valides :              | Nombre de votes valides :              | Nombre de votes valides :              | Nombre de votes valides :              | Nombre de votes valides :              | 1 226  |
| Nombre de votes rejetées à la mairie : | Nombre de votes rejetées à la mairie : | Nombre de votes rejetées à la mairie : | Nombre de votes rejetées à la mairie : | Nombre de votes rejetées à la mairie : | 0      |
| Nombre d'électeurs inscrits :          | Nombre d'électeurs inscrits :          | Nombre d'électeurs inscrits :          | Nombre d'électeurs inscrits :          | Nombre d'électeurs inscrits :          | 2 204  |

| Candidats pour la mairie                 | Vote | %     |
| ---------------------------------------- | ---- | ----- |
| Nathalie Lemaire (Sortante)              | 712  | 58,08 |
| Heidi Fortin (Sortante d'un autre poste) | 514  | 41,92 |

| Candidats conseiller #1  | Vote | %     |
| ------------------------ | ---- | ----- |
| Maurice Séguin (Sortant) | 646  | 53,43 |
| Claude Desautels         | 563  | 46,57 |

| Candidats conseiller #2 | Vote | %     |
| ----------------------- | ---- | ----- |
| Lucie Lanteigne         | 908  | 76,88 |
| Antonio Barbieri        | 273  | 23,12 |

| Candidats conseiller #3 | Vote  | %     |
| ----------------------- | ----- | ----- |
| Yves Boileau            | 50,17 | 50,17 |
| Agnès Mager Grandmaison | 595   | 49,83 |

| Candidats conseiller #4 | Vote | %     |
| ----------------------- | ---- | ----- |
| Carol Boivin (Sortant)  | 651  | 54,71 |
| Lucie Mager             | 539  | 45,29 |

| Candidats conseiller #5    | Vote | %     |
| -------------------------- | ---- | ----- |
| Patrick McDonald (Sortant) | 743  | 61,76 |
| Ann Marie Larivière        | 460  | 38,24 |

| Candidats conseiller #6 | Vote | %     |
| ----------------------- | ---- | ----- |
| Charles Simard          | 786  | 65,94 |
| Léonore Pion            | 406  | 34,06 |

## Hatley (canton)
|             | Élection (2017)                                                                               | Dissolution (2021)                                                                            | Élection (2021)                                                                              |
| Maire       | Martin Primeau                                                                                | Martin Primeau                                                                                | Vincent Fontaine                                                                             |
| Conseillers | Patrick Clowerey Vincent Fontaine Jacques Bogenez Maryse Gaudreau Danielle Côté Sylvie Cassar | Patrick Clowerey Vincent Fontaine Jacques Bogenez Maryse Gaudreau Danielle Côté Sylvie Cassar | Patrick Clowerey Jacques Lambert Jacques Bogenez Maryse Gaudreau Danielle Côté Sylvie Cassar |

| Partis | Partis          | Candidats pour la mairie                    | Vote            | %               |
| ------ | --------------- | ------------------------------------------- | --------------- | --------------- |
|        | Équipe Fontaine | Vincent Fontaine (Sortant d'un autre poste) | Sans opposition | Sans opposition |

| Partis | Partis          | Candidats conseiller #1   | Vote            | %               |
| ------ | --------------- | ------------------------- | --------------- | --------------- |
|        | Équipe Fontaine | Patrick Clowery (Sortant) | Sans opposition | Sans opposition |

| Partis                                          | Partis          | Candidats conseiller #2 | Vote            | %               |
| ----------------------------------------------- | --------------- | ----------------------- | --------------- | --------------- |
|                                                 | Équipe Fontaine | Jacques Lambert         | Sans opposition | Sans opposition |
| Note: Ancien maire de ville Mercier (2009-2013) |                 |                         |                 |                 |

| Partis | Partis          | Candidats conseiller #3   | Vote            | %               |
| ------ | --------------- | ------------------------- | --------------- | --------------- |
|        | Équipe Fontaine | Jacques Bogenez (Sortant) | Sans opposition | Sans opposition |

| Partis | Partis          | Candidats conseiller #4    | Vote            | %               |
| ------ | --------------- | -------------------------- | --------------- | --------------- |
|        | Équipe Fontaine | Maryse Gaudreau (Sortante) | Sans opposition | Sans opposition |

| Partis | Partis          | Candidats conseiller #5  | Vote            | %               |
| ------ | --------------- | ------------------------ | --------------- | --------------- |
|        | Équipe Fontaine | Danielle Côté (Sortante) | Sans opposition | Sans opposition |

| Partis | Partis          | Candidats conseiller #6  | Vote            | %               |
| ------ | --------------- | ------------------------ | --------------- | --------------- |
|        | Équipe Fontaine | Sylvie Cassar (Sortante) | Sans opposition | Sans opposition |

## Hatley (municipalité)
|             | Élection (2017)                                                                    | Dissolution (2021)                                                                 | Élection (2021)                                                                                    |
| Maire       | Denis Ferland                                                                      | Denis Ferland                                                                      | Hélène Daneau                                                                                      |
| Conseillers | Chantal Montminy Hélène Daneau Éric Hammal Guy Massicotte Lucie Masse Gilles Viens | Chantal Montminy Hélène Daneau Éric Hammal Guy Massicotte Lucie Masse Gilles Viens | Chantal Montminy Jean-Sébastien Bouffard Éric Hammal Guy Massicotte Valérie Desmarais Gilles Viens |

| Candidats pour la mairie                  | Vote            | %               |
| ----------------------------------------- | --------------- | --------------- |
| Hélène Daneau (Sortante d'un autre poste) | Sans opposition | Sans opposition |

| Candidats conseiller #1     | Vote            | %               |
| --------------------------- | --------------- | --------------- |
| Chantal Montminy (Sortante) | Sans opposition | Sans opposition |

| Candidats conseiller #2 | Vote            | %               |
| ----------------------- | --------------- | --------------- |
| Jean-Sébastien Bouffard | Sans opposition | Sans opposition |

| Candidats conseiller #3 | Vote            | %               |
| ----------------------- | --------------- | --------------- |
| Éric Hammal (Sortant)   | Sans opposition | Sans opposition |

| Candidats conseiller #4  | Vote            | %               |
| ------------------------ | --------------- | --------------- |
| Guy Massicotte (Sortant) | Sans opposition | Sans opposition |

| Candidats conseiller #5 | Vote            | %               |
| ----------------------- | --------------- | --------------- |
| Valérie Desmarais       | Sans opposition | Sans opposition |

| Candidats conseiller #6 | Vote | %     |
| ----------------------- | ---- | ----- |
| Gilles Viens (Sortant)  | 184  | 68,40 |
| Hannah Rouillard        | 85   | 31,60 |

## Magog
|             | Élection (2017) | Dissolution (2021) | Élection (2021) |
| Maire       | Vicki-May Hamm | Vicki-May Hamm | Nathalie Pelletier |
| Conseillers | Jean-François Rompré Bertrand Bilodeau Yvon Lamontagne Samuel Côté Nathalie Bélanger Diane Pelletier Nathalie Pelletier Jacques Laurendeau | Jean-François Rompré Bertrand Bilodeau Yvon Lamontagne Samuel Côté Nathalie Bélanger Diane Pelletier Nathalie Pelletier Jacques Laurendeau | Josée Beaudoin Bertrand Bilodeau Nathalie Laporte Samuel Côté Sébastien Bélair Jean-Noël Leduc Jean-François Rompré Jacques Laurendeau |

| Taux de participation :                | Taux de participation :                | Taux de participation :                | Taux de participation :                | Taux de participation :                | 39,2 % |
| Nombre de votes valides :              | Nombre de votes valides :              | Nombre de votes valides :              | Nombre de votes valides :              | Nombre de votes valides :              | 9 009  |
| Nombre de votes rejetées à la mairie : | Nombre de votes rejetées à la mairie : | Nombre de votes rejetées à la mairie : | Nombre de votes rejetées à la mairie : | Nombre de votes rejetées à la mairie : | 93     |
| Nombre d'électeurs inscrits :          | Nombre d'électeurs inscrits :          | Nombre d'électeurs inscrits :          | Nombre d'électeurs inscrits :          | Nombre d'électeurs inscrits :          | 23 229 |

| Candidats pour la mairie                       | Vote  | %     |
| ---------------------------------------------- | ----- | ----- |
| Nathalie Pelletier (Sortante d'un autre poste) | 5 675 | 62,99 |
| Nathalie Bélanger (Sortant d'un autre poste)   | 3 334 | 37,01 |

| Candidats district #1    | Vote | %     |
| ------------------------ | ---- | ----- |
| Josée Beaudoin           | 974  | 65,72 |
| Jayson-Alexandre Allaire | 508  | 34,28 |

| Candidats district #2       | Vote | %     |
| --------------------------- | ---- | ----- |
| Bertrand Bilodeau (Sortant) | 830  | 60,63 |
| Josianne Jetté              | 539  | 39,37 |

| Candidats district #3 | Vote | %     |
| --------------------- | ---- | ----- |
| Nathalie Laporte      | 529  | 55,39 |
| Kimberly Ann Drew     | 246  | 25,76 |
| Jules Lalancette      | 102  | 10,68 |
| Brigitte Lagacé       | 78   | 8,17  |

| Candidats district #4 | Vote | %     |
| --------------------- | ---- | ----- |
| Samuel Côté (Sortant) | 754  | 70,14 |
| Marc Délisle          | 321  | 29,86 |

| Candidats district #5 | Vote            | %               |
| --------------------- | --------------- | --------------- |
| Sébastien Bélair      | Sans opposition | Sans opposition |

| Candidats district #6 | Vote | %     |
| --------------------- | ---- | ----- |
| Jean-Noël Leduc       | 551  | 54,34 |
| Jessica Harvey-Auger  | 344  | 33,93 |
| Michael Mouland       | 119  | 11,74 |

| Candidats district #7                           | Vote | %     |
| ----------------------------------------------- | ---- | ----- |
| Jean-François Rompré (Sortant d'un autre poste) | 692  | 63,90 |
| Gérard Verschaeve                               | 391  | 36,10 |

| Candidats district #8        | Vote            | %               |
| ---------------------------- | --------------- | --------------- |
| Jacques Laurendeau (Sortant) | Sans opposition | Sans opposition |

## North Hatley
|             | Élection (2017)                                                                                                 | Dissolution (2021)                                                                                          | Élection (2021)                                                                                   |
| Maire       | Michael Page | Michael Page                                                                                                | Marcella Davis Gerrish                                                                            |
| Conseillers | Pauline Farrugia Marcella Davis Gerrish Guy Veillette Elizabeth Fee Claude Villeneuve Alexandre-Nicolas Leblanc | Pauline Farrugia Marcella Davis Gerrish Guy Veillette Elizabeth Fee Aaron Patella Alexandre-Nicolas Leblanc | Michel Desrosiers Nathalie Meunier Sophie Brasiola Elizabeth Fee David Wilson Andrew J. Pelletier |

| Candidats pour la mairie                          | Vote | %     |
| ------------------------------------------------- | ---- | ----- |
| Marcella Davis Gerrish (Sortant d'un autre poste) | 216  | 59,50 |
| Guy Veillette (Sortant d'un autre poste)          | 147  | 40,50 |

| Candidats conseiller #1 | Vote            | %               |
| ----------------------- | --------------- | --------------- |
| Michel Desrosiers       | Sans opposition | Sans opposition |

| Candidats conseiller #2 | Vote | %     |
| ----------------------- | ---- | ----- |
| Nathalie Meunier        | 180  | 51,58 |
| Josée Fontaine          | 169  | 48,42 |

| Candidats conseiller #3 | Vote | %     |
| ----------------------- | ---- | ----- |
| Sophie Brasiola         | 185  | 52,86 |
| Danielle Dupré          | 165  | 47,14 |

| Candidats conseiller #4 | Vote | %     |
| ----------------------- | ---- | ----- |
| Elizabeth Fee (Sortant) | 246  | 70,49 |
| Richard Gourde          | 103  | 29,51 |

| Candidats conseiller #5 | Vote | %     |
| ----------------------- | ---- | ----- |
| David Wilson            | 224  | 63,10 |
| Aaron Patella (Sortant) | 131  | 36,90 |

| Candidats conseiller #6 | Vote            | %               |
| ----------------------- | --------------- | --------------- |
| Andrew J. Pelletier     | Sans opposition | Sans opposition |

- Démission de Nathalie Meunier, conseillère #2, le 13 septembre 2022[3].

- Démission de Sophie Brasiola3 conseillère #3, le 7 novembre 2022[4].

- Élection de Carrol Haller au poste de conseillère #2 le 4 décembre 2022[5].

| Candidats conseiller #2 | Vote | %     |
| ----------------------- | ---- | ----- |
| Carrol Haller           | 117  | 61,58 |
| Marc Samson             | 73   | 38,42 |
| Bulletins rejetés       | 0    |       |

- Élection sans opposition de Danielle Dupré au poste de conseillère #3 le 5 mars 2023[6].

| Candidats conseiller #3 | Vote            | %               |
| ----------------------- | --------------- | --------------- |
| Danielle Dupré          | Sans opposition | Sans opposition |

## Ogden
|             | Élection (2017)                                                                               | Dissolution (2021)                                                                            | Élection (2021)                                                                        |
| Maire       | Richard Violette                                                                              | Richard Violette                                                                              | David Lépine                                                                           |
| Conseillers | Michel Sudlow Jean R. Roy Claudette Dupras Marie-Andrée Courval Lise Rousseau Sylvie Lefebvre | Michel Sudlow Jean R. Roy Claudette Dupras Marie-Andrée Courval Lise Rousseau Sylvie Lefebvre | Michel Sudlow Michel Lesage Gilbert Boileau William Scott Claudette Dupras Eric Fafard |

| Candidats pour la mairie | Vote            | %               |
| ------------------------ | --------------- | --------------- |
| David Lépine             | Sans opposition | Sans opposition |

| Candidats conseiller #1  | Vote            | %               |
| ------------------------ | --------------- | --------------- |
| Michael Sudlow (Sortant) | Sans opposition | Sans opposition |

| Candidats conseiller #2 | Vote            | %               |
| ----------------------- | --------------- | --------------- |
| Michel Lesage           | Sans opposition | Sans opposition |

| Candidats conseiller #3 | Vote            | %               |
| ----------------------- | --------------- | --------------- |
| Gilbert Boileau         | Sans opposition | Sans opposition |

| Candidats conseiller #4 | Vote            | %               |
| ----------------------- | --------------- | --------------- |
| William Scott           | Sans opposition | Sans opposition |

| Candidats conseiller #5                      | Vote            | %               |
| -------------------------------------------- | --------------- | --------------- |
| Claudette Dupras (Sortante d'un autre poste) | Sans opposition | Sans opposition |

| Candidats conseiller #6 | Vote | %     |
| ----------------------- | ---- | ----- |
| Eric Fafard             | 97   | 41,45 |
| Robert Dubois           | 94   | 40,17 |
| Philippe Danton         | 43   | 18,38 |

## Orford
|             | Élection (2017)                                                                           | Dissolution (2021)                                                                 | Élection (2021)                                                                           |
| Maire       | Marie Boivin                                                                              | Marie Boivin                                                                       | Marie Boivin                                                                              |
| Conseillers | Lorraine Lévesque Richard Bousquet Maryse Blais Diane Boivin Mylène Alarie Jacques Lauzon | Lorraine Lévesque Richard Bousquet Maryse Blais Diane Boivin Vacant Jacques Lauzon | Richard Bousquet Jacques Lauzon Alain Brisson Maryse Blais Roxane Ouellet Martine Javelas |

| Partis | Partis                             | Candidats pour la mairie | Vote            | %               |
| ------ | ---------------------------------- | ------------------------ | --------------- | --------------- |
|        | Vivre Orford / Équipe Marie Boivin | Marie Boivin (Sortante)  | Sans opposition | Sans opposition |

| Partis | Partis                             | Candidats district #1                       | Vote | %     |
| ------ | ---------------------------------- | ------------------------------------------- | ---- | ----- |
|        | Équilibre Orford                   | Richard Bousquet (Sortant d'un autre poste) | 263  | 71,66 |
|        | Vivre Orford / Équipe Marie Boivin | Denis Gagnon                                | 104  | 28,34 |

| Partis | Partis                             | Candidats district #2                     | Vote | %     |
| ------ | ---------------------------------- | ----------------------------------------- | ---- | ----- |
|        | Équilibre Orford                   | Jacques Lauzon (Sortant d'un autre poste) | 159  | 63,60 |
|        | Vivre Orford / Équipe Marie Boivin | Julie Cloutier                            | 91   | 36,40 |

| Partis | Partis                             | Candidats district #3       | Vote | %     |
| ------ | ---------------------------------- | --------------------------- | ---- | ----- |
|        | Équilibre Orford                   | Alain Brisson               | 187  | 59,94 |
|        | Vivre Orford / Équipe Marie Boivin | Marie-Ève Jirat-Wasiutynski | 125  | 40,06 |

| Partis | Partis                             | Candidats district #4                    | Vote            | %               |
| ------ | ---------------------------------- | ---------------------------------------- | --------------- | --------------- |
|        | Vivre Orford / Équipe Marie Boivin | Maryse Blais (Sortante d'un autre poste) | Sans opposition | Sans opposition |

| Partis | Partis                             | Candidats conseiller #5 | Vote            | %               |
| ------ | ---------------------------------- | ----------------------- | --------------- | --------------- |
|        | Vivre Orford / Équipe Marie Boivin | Roxane Ouellet          | Sans opposition | Sans opposition |

| Partis | Partis                             | Candidats conseiller #6 | Vote            | %               |
| ------ | ---------------------------------- | ----------------------- | --------------- | --------------- |
|        | Vivre Orford / Équipe Marie Boivin | Martine Javelas         | Sans opposition | Sans opposition |

## Potton
|             | Élection (2017)                                                                         | Dissolution (2021)                                                             | Élection (2021)                                                                                  |
| Maire       | Jacques Marcoux                                                                         | Michel Laplume                                                                 | Bruno Côté                                                                                       |
| Conseillers | André Ducharme Edward Mierzwinski Francis Marcoux Michael Laplume Bruno Côté Jason Ball | André Ducharme Edward Mierzwinski Francis Marcoux Vacant Bruno Côté Jason Ball | André Ducharme Christine Baudinet Francis Marcoux Emilie Hébert-Larue Cynthia Sherrer Jason Ball |

| Partis | Partis                       | Candidats pour la mairie              | Vote | %     |
| ------ | ---------------------------- | ------------------------------------- | ---- | ----- |
|        | Indépendant                  | Bruno Côté (Sortant d'un autre poste) | 630  | 43,78 |
|        | Un avenir pour tous à Potton | Stansje Plantenga                     | 559  | 38,85 |
|        | Indépendant                  | Louis Veillon                         | 250  | 17,37 |

| Partis | Partis                       | Candidats conseiller #1  | Vote | %     |
| ------ | ---------------------------- | ------------------------ | ---- | ----- |
|        | Indépendant                  | André Ducharme (Sortant) | 709  | 50,11 |
|        | Un avenir pour tous à Potton | Michel Trudel            | 706  | 49,89 |

| Partis | Partis                       | Candidats conseiller #1      | Vote | %     |
| ------ | ---------------------------- | ---------------------------- | ---- | ----- |
|        | Un avenir pour tous à Potton | Christine Baudinet           | 588  | 41,29 |
|        | Indépendant                  | Edward Mierzwinski (Sortant) | 569  | 39,96 |
|        | Indépendant                  | Mark Richardson              | 192  | 13,48 |
|        | Indépendant                  | Angel Woodard                | 75   | 5,27  |

| Partis | Partis                       | Candidats conseiller #3   | Vote | %     |
| ------ | ---------------------------- | ------------------------- | ---- | ----- |
|        | Indépendant                  | Francis Marcoux (Sortant) | 772  | 54,37 |
|        | Un avenir pour tous à Potton | Michel Daigneault         | 648  | 45,63 |

| Partis | Partis       | Candidats conseiller #4       | Vote | %     |
| ------ | ------------ | ----------------------------- | ---- | ----- |
|        | Indépendante | Émilie Hébert-Larue           | 479  | 34,91 |
|        | Indépendante | Jessie-Lee Bombardier Johnson | 425  | 19,10 |
|        | Indépendant  | Stéphane Fortin               | 262  | 19,10 |
|        | Indépendant  | Jacques Hébert                | 206  | 15,01 |

| Partis | Partis       | Candidats conseiller #5 | Vote | %     |
| ------ | ------------ | ----------------------- | ---- | ----- |
|        | Indépendante | Cynthia Sherrer         | 919  | 66,31 |
|        | Indépendante | Cindy Gagnon            | 217  | 15,66 |
|        | Indépendante | Francine Dubois         | 210  | 15,15 |
|        | Indépendant  | Jean-Claude Simard      | 40   | 2,89  |

| Partis | Partis      | Candidats conseiller #4 | Vote  | %     |
| ------ | ----------- | ----------------------- | ----- | ----- |
|        | Indépendant | Jason Ball              | 1 040 | 74,61 |
|        | Indépendant | Thierry Roger           | 248   | 17,79 |
|        | Indépendant | Alexis Stogowski        | 106   | 7,60  |

## Saint-Étienne-de-Bolton
|             | Élection (2017)                                                                                     | Dissolution (2021)                                                                                  | Élection (2021)                                                                        |
| Maire       | Michèle Turcotte                                                                                    | Michèle Turcotte                                                                                    | David Auclair                                                                          |
| Conseillers | Michel Bissonnette Bernard Gravel Vincent Jarry François Jolin Jocelyne Veilleux Jean-Pierre Lavoie | Michel Bissonnette Bernard Gravel Vincent Jarry François Jolin Jocelyne Veilleux Jean-Pierre Lavoie | Harry Bird Anne-Marie Demers Nicolas Berger James Penny Joël Brulotte Alexandre Berger |

| Partis | Partis             | Candidats pour la mairie | Vote            | %               |
| ------ | ------------------ | ------------------------ | --------------- | --------------- |
|        | Équipe stéphanoise | David Auclair            | Sans opposition | Sans opposition |

| Partis | Partis             | Candidats conseiller #1 | Vote            | %               |
| ------ | ------------------ | ----------------------- | --------------- | --------------- |
|        | Équipe stéphanoise | Harry Bird              | Sans opposition | Sans opposition |

| Partis | Partis             | Candidats conseiller #2 | Vote            | %               |
| ------ | ------------------ | ----------------------- | --------------- | --------------- |
|        | Équipe stéphanoise | Anne-Marie Demers       | Sans opposition | Sans opposition |

| Partis | Partis             | Candidats conseiller #3 | Vote            | %               |
| ------ | ------------------ | ----------------------- | --------------- | --------------- |
|        | Équipe stéphanoise | Nicolas Berger          | Sans opposition | Sans opposition |

| Partis | Partis             | Candidats conseiller #4 | Vote            | %               |
| ------ | ------------------ | ----------------------- | --------------- | --------------- |
|        | Équipe stéphanoise | James Penny             | Sans opposition | Sans opposition |

| Partis | Partis             | Candidats conseiller #5 | Vote            | %               |
| ------ | ------------------ | ----------------------- | --------------- | --------------- |
|        | Équipe stéphanoise | Joël Brulotte           | Sans opposition | Sans opposition |

| Partis | Partis             | Candidats conseiller #6 | Vote            | %               |
| ------ | ------------------ | ----------------------- | --------------- | --------------- |
|        | Équipe stéphanoise | Alexandre Berger        | Sans opposition | Sans opposition |

- Démission de James Penny, conseiller #4, le 31 janvier 2023[7].

- Démission de Joël Brulotte, conseiller #5, le 15 février 2023[7].

- Élection de Suzie Fortin au poste de conseillère #4 et de Clarence Lloyd au poste de conseiller #5 le 15 mai 2023[8].

| Candidats conseiller #4 | Vote | %     |
| ----------------------- | ---- | ----- |
| Suzie Fortin            | 172  | 88,21 |
| Cipian Pristavita       | 23   | 11,79 |
| Bulletins rejetés       | 3    |       |

| Candidats conseiller #5 | Vote | %     |
| ----------------------- | ---- | ----- |
| Clarence Lloyd          | 125  | 65,45 |
| Marcel Vachon           | 66   | 34,55 |
| Bulletins rejetés       | 7    |       |

- Démission de David Auclair, maire, de Anne-Marie Demers, conseillère #2, et de Nicolas Berger, conseiller #3, avant janvier 2023[9]. Harry Bird, conseiller #1, exerce la fonction de maire suppléant pendant l'intérim[9].

- Élection partielle au poste de maire et de conseiller #2 et #3 le 10 mars 2024.

## Sainte-Catherine-de-Hatley
|             | Élection (2017)                                                                                          | Dissolution (2021)                                                                                       | Élection (2021)                                                                                       |
| Maire       | Jacques Demers                                                                                           | Jacques Demers                                                                                           | Jacques Demers                                                                                        |
| Conseillers | Marc Hurtubise Huguette Brault Larose Andrée-Nicole Blouin René Vaillancourt Lina Courtois Sylvie Martel | Marc Hurtubise Huguette Brault Larose Andrée-Nicole Blouin René Vaillancourt Lina Courtois Sylvie Martel | Jean Couture Huguette Brault Larose Julie Lamoureux Stéphane Laplante Lina Courtois Guillaume Poirier |

| Taux de participation :                | Taux de participation :                | Taux de participation :                | Taux de participation :                | Taux de participation :                | 48,8 % |
| Nombre de votes valides :              | Nombre de votes valides :              | Nombre de votes valides :              | Nombre de votes valides :              | Nombre de votes valides :              | 1 107  |
| Nombre de votes rejetées à la mairie : | Nombre de votes rejetées à la mairie : | Nombre de votes rejetées à la mairie : | Nombre de votes rejetées à la mairie : | Nombre de votes rejetées à la mairie : | 5      |
| Nombre d'électeurs inscrits :          | Nombre d'électeurs inscrits :          | Nombre d'électeurs inscrits :          | Nombre d'électeurs inscrits :          | Nombre d'électeurs inscrits :          | 2 280  |

| Candidats pour la mairie | Vote | %     |
| ------------------------ | ---- | ----- |
| Jacques Demers (Sortant) | 833  | 76,25 |
| Stéphan Molleur          | 274  | 24,75 |

| Candidats district #1    | Vote | %     |
| ------------------------ | ---- | ----- |
| Jean Couture             | 76   | 44,97 |
| Marc Hurtubise (Sortant) | 66   | 39,05 |
| Eric Noël                | 27   | 15,98 |

| Candidats district #2      | Vote            | %               |
| -------------------------- | --------------- | --------------- |
| Huguette Larose (Sortante) | Sans opposition | Sans opposition |

| Candidats district #3           | Vote | %     |
| ------------------------------- | ---- | ----- |
| Julie Lamoureux                 | 93   | 44,93 |
| Marie Hélène Gervais            | 62   | 29,95 |
| Andrée Nicole Blouin (Sortante) | 52   | 25,12 |

| Candidats district #4       | Vote | %     |
| --------------------------- | ---- | ----- |
| Stéphane Laplante           | 70   | 52,24 |
| René Vaillancourt (Sortant) | 64   | 47,76 |

| Candidats district #5  | Vote | %     |
| ---------------------- | ---- | ----- |
| Lina Courtois          | 115  | 61,17 |
| Jean-Sébastien Bachand | 73   | 38,83 |

| Candidats district #6 | Vote | %     |
| --------------------- | ---- | ----- |
| Guillaume Poirier     | 174  | 76,99 |
| Serge St-Pierre       | 52   | 23,01 |

## Stanstead (canton)
|             | Élection (2017)                                                                                | Dissolution (2021)                                                                             | Élection (2021)                                                                                               |
| Maire       | Francine Caron Markwell                                                                        | Francine Caron Markwell                                                                        | Pierre Martineau                                                                                              |
| Conseillers | Pierre Martineau Jean DesRosiers Andrew Retchless Christian Laporte Louise Hébert Mary Cartmel | Pierre Martineau Jean DesRosiers Andrew Retchless Christian Laporte Louise Hébert Mary Cartmel | Constance Ramacieri Brian Wharry Louise Hébert Gaétane Gaudreau Langlois William Marsden Paul-Conrad Carignan |

| Candidats pour la mairie                    | Vote            | %               |
| ------------------------------------------- | --------------- | --------------- |
| Pierre Martineau (Sortant d'un autre poste) | Sans opposition | Sans opposition |

| Candidats conseiller #1 | Vote            | %               |
| ----------------------- | --------------- | --------------- |
| Constance Ramacieri     | Sans opposition | Sans opposition |

| Candidats conseiller #2 | Vote            | %               |
| ----------------------- | --------------- | --------------- |
| Brian Wharry            | Sans opposition | Sans opposition |

| Candidats conseiller #3                  | Vote            | %               |
| ---------------------------------------- | --------------- | --------------- |
| Louise Hébert (Sortant d'un autre poste) | Sans opposition | Sans opposition |

| Candidats conseiller #4   | Vote | %     |
| ------------------------- | ---- | ----- |
| Gaétane Gaudreau Langlois | 128  | 76,19 |
| Terry Loucks              | 40   | 23,81 |

| Candidats conseiller #5 | Vote            | %               |
| ----------------------- | --------------- | --------------- |
| William Marsden         | Sans opposition | Sans opposition |

| Candidats conseiller #6 | Vote            | %               |
| ----------------------- | --------------- | --------------- |
| Paul-Conrad Carignan    | Sans opposition | Sans opposition |

- Décès de Gaétane Gaudreau Langlois, conseillère #4, le 5 mai 2023[10].

- Démission de Louis Hébert, conseillère #3, annoncée lors de la séance du 7 août 2023[11].

- Élection de Johanne Fradette au poste de conseillère #3 et d'Andrew Phaneuf au poste de conseiller #4 le 24 septembre 2023[12].

| Candidats conseiller #3 | Vote        | %     |
| ----------------------- | ----------- | ----- |
| Johanne Fradette        | 102         | 44,74 |
| Sean Lynch-Staunton     | 65          | 28,51 |
| Robert-Yves Vaucher     | 61          | 26,75 |
| Bulletins rejetés       | 4           |       |
| Taux de participation   | 232 / 1 106 | 20,98 |

| Candidats conseiller #4 | Vote        | %     |
| ----------------------- | ----------- | ----- |
| Andrew Phaneuf          | 160         | 71,11 |
| Andrew Retchless        | 65          | 28,89 |
| Bulletins rejetés       | 7           |       |
| Taux de participation   | 232 / 1 106 | 20,98 |

## Stanstead (ville)
|             | Élection (2017)                                                                     | Dissolution (2021)                                                                  | Élection (2021)                                                                              |
| Maire       | Philip Dutil                                                                        | Philip Dutil                                                                        | Jody Stone                                                                                   |
| Conseillers | Paul Stuart Deborah Bishop Hélène Hamel Frances Bonenfant Joshua Richer Guy Ouellet | Paul Stuart Deborah Bishop Hélène Hamel Frances Bonenfant Joshua Richer Guy Ouellet | Valérie Lavallée Deborah Bishop Sandra Harrison Philip Dutil Harvey Stevens Nicholas Ouellet |

| Taux de participation :                | Taux de participation :                | Taux de participation :                | Taux de participation :                | Taux de participation :                | 42,2 % |
| Nombre de votes valides :              | Nombre de votes valides :              | Nombre de votes valides :              | Nombre de votes valides :              | Nombre de votes valides :              | 928    |
| Nombre de votes rejetées à la mairie : | Nombre de votes rejetées à la mairie : | Nombre de votes rejetées à la mairie : | Nombre de votes rejetées à la mairie : | Nombre de votes rejetées à la mairie : | 7      |
| Nombre d'électeurs inscrits :          | Nombre d'électeurs inscrits :          | Nombre d'électeurs inscrits :          | Nombre d'électeurs inscrits :          | Nombre d'électeurs inscrits :          | 2 214  |

| Candidats pour la mairie | Vote | %     |
| ------------------------ | ---- | ----- |
| Jody Stone               | 539  | 58,08 |
| Sylvie Bourdeau          | 389  | 41,92 |

| Candidats conseiller #1 | Vote | %     |
| ----------------------- | ---- | ----- |
| Valérie Lavallée        | 444  | 49,17 |
| Paul Stuart (Sortant)   | 322  | 35,66 |
| Jean Lemieux            | 137  | 15,17 |

| Candidats conseiller #2   | Vote            | %               |
| ------------------------- | --------------- | --------------- |
| Deborah Bishop (Sortante) | Sans opposition | Sans opposition |

| Candidats conseiller #3 | Vote            | %               |
| ----------------------- | --------------- | --------------- |
| Sandra Harrison         | Sans opposition | Sans opposition |

| Candidats conseiller #4                 | Vote | %     |
| --------------------------------------- | ---- | ----- |
| Philip Dutil (Sortant d'un autre poste) | 575  | 62,84 |
| Michel Charles Chevalier                | 243  | 26,56 |
| Gaetano Di Mauro                        | 97   | 10,60 |

| Candidats conseiller #5 | Vote | %     |
| ----------------------- | ---- | ----- |
| Henry Stevens           | 622  | 68,50 |
| Cory Dumas-Dubois       | 286  | 31,50 |

| Candidats conseiller #6 | Vote | %     |
| ----------------------- | ---- | ----- |
| Nicholas Ouellet        | 634  | 68,69 |
| Wayne Stratton          | 289  | 31,31 |

## Stukely-Sud
|             | Élection (2017)                                                                                                   | Dissolution (2021)                                                                         | Élection (2021)                                                                                |
| Maire       | Patrick Leblond                                                                                                   | Véronique Stock                                                                            | Véronique Stock                                                                                |
| Conseillers | Véronique Stock Charles-Édouard Lavallée Julie Royer Charles L'Heureux-Riel Céline Delorme Picken Patrick Binckly | Véronique Stock Vacant Julie Royer Charles L'Heureux-Riel Céline Delorme Picken René Pépin | Isabelle Marissal Véronique Papineau Julie Royer Joël Chagnon Céline Delorme Picken René Pépin |

| Taux de participation :                | Taux de participation :                | Taux de participation :                | Taux de participation :                | Taux de participation :                | 45,4 % |
| Nombre de votes valides :              | Nombre de votes valides :              | Nombre de votes valides :              | Nombre de votes valides :              | Nombre de votes valides :              | 452    |
| Nombre de votes rejetées à la mairie : | Nombre de votes rejetées à la mairie : | Nombre de votes rejetées à la mairie : | Nombre de votes rejetées à la mairie : | Nombre de votes rejetées à la mairie : | 15     |
| Nombre d'électeurs inscrits :          | Nombre d'électeurs inscrits :          | Nombre d'électeurs inscrits :          | Nombre d'électeurs inscrits :          | Nombre d'électeurs inscrits :          | 1 029  |

| Partis | Partis           | Candidats pour la mairie   | Vote | %     |
| ------ | ---------------- | -------------------------- | ---- | ----- |
|        | Indépendante     | Véronique Stock (Sortante) | 236  | 52,21 |
|        | Équipe Citoyenne | Patrick Binckly            | 216  | 47,79 |

| Partis | Partis           | Candidats conseiller #1  | Vote | %     |
| ------ | ---------------- | ------------------------ | ---- | ----- |
|        | Indépendante     | Isabelle Marissal        | 224  | 50,11 |
|        | Équipe Citoyenne | Valérie Sauvageau-Robert | 223  | 49,89 |

| Partis | Partis           | Candidats conseiller #2 | Vote | %     |
| ------ | ---------------- | ----------------------- | ---- | ----- |
|        | Indépendante     | Véronique Papineau      | 232  | 51,67 |
|        | Équipe Citoyenne | Élizabeth Gaudreault    | 217  | 48,33 |

| Partis | Partis           | Candidats conseiller #3 | Vote | %     |
| ------ | ---------------- | ----------------------- | ---- | ----- |
|        | Indépendante     | Julie Royer (Sortante)  | 254  | 56,07 |
|        | Équipe Citoyenne | Tracey Averill          | 199  | 43,93 |

| Partis | Partis           | Candidats conseiller #4 | Vote | %     |
| ------ | ---------------- | ----------------------- | ---- | ----- |
|        | Indépendant      | Joël Chagnon            | 243  | 55,10 |
|        | Équipe Citoyenne | Renaldo Stangherlin     | 198  | 44,90 |

| Partis | Partis           | Candidats conseiller #5 | Vote | %     |
| ------ | ---------------- | ----------------------- | ---- | ----- |
|        | Indépendante     | Céline Delorme Picken   | 230  | 51,34 |
|        | Équipe Citoyenne | Sylvain Roberge         | 218  | 48,66 |

| Partis | Partis           | Candidats conseiller #6 | Vote | %     |
| ------ | ---------------- | ----------------------- | ---- | ----- |
|        | Indépendante     | René Pépin (Sortant)    | 271  | 60,63 |
|        | Équipe Citoyenne | Donald Giroux           | 176  | 39,37 |

- Démission de Véronique Stock, mairesse, et d'Isabelle Marissal, conseillère #1, en mai 2023[13]. Véronique Papineau, conseillère #2, exerce la fonction de mairesse suppléante pendant l'intérim[14].

- Élection de François Rhéaume au poste de maire et élection sans opposition d'André L'Espérance au poste de conseiller #1 le 16 juillet 2023[15].

| Candidats pour la mairie | Vote        | %     |
| ------------------------ | ----------- | ----- |
| François Rhéaume         | 181         | 46,77 |
| Philippe Deveau          | 110         | 28,42 |
| Cindy Simard             | 86          | 22,22 |
| Marc FAille              | 10          | 2,58  |
| Bulletins rejetés        | 3           |       |
| Taux de participation    | 391 / 1 089 | 35,81 |

| Candidats conseiller #1 | Vote            | %               |
| ----------------------- | --------------- | --------------- |
| André L'Espérance       | Sans opposition | Sans opposition |